# Best value procurement
Best value procurement – metodyka zakupowa, która organizuje proces zakupowy w taki sposób, że przy wyborze dostawcy i udzieleniu zamówienia, kupujący uwzględnia, poza ceną, również jakość i doświadczenie oferentów. 
Metodyka ta została po raz pierwszy użyta w 1992 r. przez Deana T. Kashiwagiego. Stosowanie jej w reżimie prawa zamówień publicznych w Stanach Zjednoczonych dopuszcza Federal Acquisition Regulation i 10 USC § 2304. Jest stosowana również w krajach UE. W Holandii została zastosowana do kontraktowania robót drogowych (m.in. projekt pilotażowy "Fast Track") przez zarząd infrastruktury publicznej (Rijkswaterstaat), a także przy inwestycjach: fazy N1 budowy lotniska Lelystad oraz rozbudowy terminala A Portu lotniczego Amsterdam-Schiphol.